# ネイサン・クレバリー
ネイサン・クレバリー（Nathan Cleverly、1987年2月17日 - ）は、イギリスの元プロボクサー。ウェールズ・ケアフィリ出身。元WBO・WBAレギュラー世界ライトヘビー級王者。

## 来歴
2005年7月23日、プロデビュー。
2008年10月10日、トニー・オーケー（イギリス）とコモンウェルスイギリス連邦ライトヘビー級王座決定戦を行い、12回判定勝ちで王座を獲得した。
2008年12月12日、ダグラス・オティエノ（ケニア）を4回KO勝利で下しコモンウェルスイギリス連邦王座の初防衛に成功した。
2009年7月18日、ダニー・マクリントッシュ（イギリス）を7回1分30秒TKO勝利で下し4度目の防衛を成功すると同時に、BBBofC英国ライトヘビー級王座を獲得した。
2009年10月9日、コートニー・フライ（イギリス）を8回2分51秒TKO勝ちで下しコモンウェルスイギリス連邦王座は5度、BBBofC英国王座は初防衛に成功した。
2010年2月13日、アントニオ・ブランカリオン（イタリア）とEBU欧州ライトヘビー級王座決定戦を行い、5回TKO勝ちを収め王座を獲得した。同王座は1度も防衛せずに返上。 
2010年9月18日、カロ・ムラト（ドイツ）とWBO世界ライトヘビー級挑戦者決定戦を行い、10回TKO勝ちを収めユルゲン・ブリーマーへの挑戦権を獲得した。
2010年12月11日、ナジブ・モハメディ（フランス）とWBO世界ライトヘビー級暫定王座決定戦を行い、12回判定勝ちを収め王座を獲得した。
2011年5月、正規王者ユルゲン・ブリーマー（ドイツ）の王座剥奪に伴い正規王座に認定された。
2011年5月21日、O2アリーナでアレクシー・クゼンスキ（ポーランド）と対戦し、4回1分27秒TKO勝ちを収め初防衛に成功した。
2011年10月15日、カーディフのモーターポイント・アリーナ・カーディフでトニー・ベリュー（イギリス）と対戦し、3-0（3者共に120-108）の判定勝ちを収め2度目の防衛に成功した。
2012年2月25日、リヴァプールのエコ・アリーナ・リヴァプールでトミー・カーペンシー（アメリカ）と対戦し、12回2-0（117-112、114-114、116-113）判定勝ちを収め3度目の防衛に成功した。
2012年11月10日、ステイプルズ・センターでショーン・ホーク（アメリカ）と対戦し、8回1分53秒TKO勝ちを収め4度目の防衛に成功した。
2013年4月20日、ウェンブリー・アリーナでロビン・クラスニキ（ドイツ）と対戦し、12回3-0（119-109、120-108×2）の判定勝ちを収め5度目の防衛に成功した。
2013年8月17日、カーディフのモーターポイント・アリーナ・カーディフでセルゲイ・コバレフ（ロシア）と対戦し、プロ初黒星となる4回21秒TKO負けを喫し6度目の防衛に失敗、王座から陥落した。
2014年5月17日、階級をクルーザー級へ上げてショーン・コービン（トリニダード・トバゴ）と復帰戦を行い、2回TKO勝利を収めた。
2014年11月22日、リヴァプールのエコ・アリーナ・リヴァプールでトニー・ベリュー（イギリス）とWBO世界クルーザー級王者マルコ・フックの指名挑戦者決定戦で対戦し、12回1-2の判定で敗れた。
2015年10月16日、シカゴのUICパビリオンでWBCインターナショナルライトヘビー級王者のアンドルー・フォンファラ（ポーランド）と対戦し、12回0-3（113-115、112-116×2）の判定負けを喫し王座獲得に失敗した。
2016年10月1日、ノイブランデンブルクのヤーン・シュポルト・フォルムでWBA世界ライトヘビー級レギュラー王者ユルゲン・ブリーマーと対戦し、7回終了時にブリーマーが右肘を捻り棄権を申し出た為、王座返り咲きに成功、WBOに続くライトヘビー級2冠を果たした。
2016年11月1日、WBAはクレバリーをWBAの2016年10月度の月間優秀選手賞に選出した。
2017年7月27日、WBAはWBA世界ライトヘビー級レギュラー王者のネイサン・クレバリーとWBA世界ライトヘビー級暫定王者のディミトリー・ビボルに対し団体内王座統一戦を行うよう指令を出した。
2017年8月12日、WBAはクレバリー陣営からの要請に応じ同年8月26日にラスベガスで行われるWBA世界ライトヘビー級11位のバドゥ・ジャックとの対戦を特別に許可した。ネイサン・クレバリー対バドゥ・ジャック戦の勝者はディミトリー・ビボルと団体内王座統一戦を行う義務を負うが、同年9月11日までに対戦交渉で合意を得られなければ入札になる事を示唆した。
2017年8月26日、T-モバイル・アリーナにてフロイド・メイウェザー・ジュニアVSコナー・マクレガーの前座で元WBC世界スーパーミドル級王者でWBA世界ライトヘビー級10位のバドゥ・ジャックと対戦し、5回2分47秒TKO負けを喫し初防衛に失敗、王座から陥落した。試合後、自身のTwitterで現役引退を表明した。

## 戦績
- アマチュアボクシング：36戦32勝4敗
- プロボクシング：34戦30勝（16KO）4敗

| 戦           | 日付           | 勝敗 | 時間     | 内容    | 対戦相手                       | 国籍                 | 備考                                               |
| ------------ | -------------- | ---- | -------- | ------- | ------------------------------ | -------------------- | -------------------------------------------------- |
| 1            | 2005年7月23日  | ☆    | 4R       | 判定    | アーニー・スミス               | イギリス             | プロデビュー戦                                     |
| 2            | 2005年9月10日  | ☆    | 4R       | 判定    | ダーレン・ゲシン               | イギリス             |                                                    |
| 3            | 2005年12月4日  | ☆    | 3R 2:27  | TKO     | ランス・ホール                 | イギリス             |                                                    |
| 4            | 2006年3月4日   | ☆    | 4R       | 判定    | ジョン・フォスター             | イギリス             |                                                    |
| 5            | 2006年6月1日   | ☆    | 4R       | 判定    | ブレンダン・ハルフォード       | イギリス             |                                                    |
| 6            | 2006年7月8日   | ☆    | 4R       | 判定    | マーク・フィリップス           | イギリス             |                                                    |
| 7            | 2006年10月14日 | ☆    | 5R 0:57  | TKO     | トニー・キーグレー             | イギリス             |                                                    |
| 8            | 2006年11月18日 | ☆    | 4R       | 判定    | ワルザン・デイタン             | イギリス             |                                                    |
| 9            | 2007年4月7日   | ☆    | 8R       | 判定    | ニック・オコス                 | イギリス             |                                                    |
| 10           | 2007年7月21日  | ☆    | 6R 2:43  | KO      | アイティ・パワーズ             | イギリス             |                                                    |
| 11           | 2007年11月3日  | ☆    | 8R       | 判定    | ジョーイ・ベガス               | イギリス             |                                                    |
| 12           | 2008年4月19日  | ☆    | 8R       | 判定3-0 | アントニオ・バーカー           | アメリカ合衆国       |                                                    |
| 13           | 2008年10月10日 | ☆    | 12R      | 判定3-0 | トニー・オーケー               | イギリス             | コモンウェルスイギリス連邦ライトヘビー級王座決定戦 |
| 14           | 2008年12月12日 | ☆    | 4R 2:39  | KO      | ダグラス・オティエノ           | ケニア               | コモンウェルス防衛1                                |
| 15           | 2009年2月13日  | ☆    | 1R 2:15  | TKO     | サムソン・オンヤンゴ           | ケニア               | コモンウェルス防衛2                                |
| 16           | 2009年5月22日  | ☆    | 2R 2:22  | TKO     | ビリー・ボイル                 | イギリス             | コモンウェルス防衛3                                |
| 17           | 2009年7月18日  | ☆    | 7R 1:35  | TKO     | ダニー・マクリントッシュ       | イギリス             | コモンウェルス防衛4 BBBofC王座獲得                 |
| 18           | 2009年10月9日  | ☆    | 8R 2:51  | TKO     | コートニー・フライ             | イギリス             | コモンウェルス防衛5 BBBofC防衛1                    |
| 19           | 2010年2月13日  | ☆    | 5R 1:15  | TKO     | アントニオ・ブランカリオン     | イタリア             | EBU欧州ライトヘビー級王座決定戦                    |
| 20           | 2010年9月18日  | ☆    | 10R 終了 | TKO     | カロ・ムラト                   | ドイツ               | WBO世界ライトヘビー級指名挑戦者決定戦              |
| 21           | 2010年12月11日 | ☆    | 12R      | 判定3-0 | ナジブ・モハメディ             | フランス             | WBO世界ライトヘビー級暫定王座決定戦→正規王座認定   |
| 22           | 2011年5月21日  | ☆    | 4R 1:27  | TKO     | アレクシー・クゼンスキ         | ポーランド           | WBO防衛1                                           |
| 23           | 2011年10月15日 | ☆    | 12R      | 判定2-0 | トニー・ベリュー               | イギリス             | WBO防衛2                                           |
| 24           | 2012年2月25日  | ☆    | 12R      | 判定3-0 | トミー・カーペンシー           | アメリカ合衆国       | WBO防衛3                                           |
| 25           | 2012年11月10日 | ☆    | 8R 1:53  | TKO     | ショーン・ホーク               | アメリカ合衆国       | WBO防衛4                                           |
| 26           | 2013年4月20日  | ☆    | 12R      | 判定3-0 | ロビン・クラスニキ             | ドイツ               | WBO防衛5                                           |
| 27           | 2013年8月17日  | ★    | 4R 0:29  | TKO     | セルゲイ・コバレフ             | ロシア               | WBO王座陥落                                        |
| 28           | 2014年5月17日  | ☆    | 2R 2:29  | TKO     | ショーン・コービン             | トリニダード・トバゴ | WBAインターコンチネンタルクルーザー級王座決定戦    |
| 29           | 2014年7月12日  | ☆    | 4R 1:16  | TKO     | アレハンドロ・エミリオ・バロリ | アルゼンチン         | WBAインターコンチネンタル王座防衛1                 |
| 30           | 2014年11月22日 | ★    | 12R      | 判定1-2 | トニー・ベリュー               | イギリス             |                                                    |
| 31           | 2014年11月22日 | ☆    | 1R 0:24  | KO      | トーマス・マン                 | チェコ               |                                                    |
| 32           | 2015年10月16日 | ★    | 12R      | 判定0-3 | アンドルー・フォンファラ       | ポーランド           | WBCインターナショナルライトヘビー級タイトルマッチ  |
| 33           | 2016年10月1日  | ☆    | 7R 終了  | TKO     | ユルゲン・ブリーマー           | ドイツ               | WBA世界ライトヘビー級タイトルマッチ                |
| 34           | 2017年8月27日  | ★    | 5R 2:47  | TKO     | バドゥ・ジャック               | スウェーデン         | WBA王座陥落                                        |
| テンプレート |                |      |          |         |                                |                      |                                                    |

## 獲得タイトル
- コモンウェルスイギリス連邦ライトヘビー級王座（防衛4→返上）
- BBBofC英国ライトヘビー級王座（防衛1→返上）
- EBU欧州ライトヘビー級王座（防衛0→返上）
- WBAインターコンチネンタルクルーザー級王座（防衛1）
- WBO世界ライトヘビー級暫定王座（防衛0→正規王座に認定）
- WBO世界ライトヘビー級王座（防衛5）
- WBA世界ライトヘビー級レギュラー王座（防衛0）